# Cyathocalyx sumatranus
Espèce
Synonymes
- Xylopia curtisii King[1]
- Xylopia tembelingensis M.R.Hend.[1]

Statut de conservation UICN

 LC  : Préoccupation mineure
Cyathocalyx sumatranus est une espèce de plantes à fleurs de la famille des Annonaceae trouvée en Malaisie, à Sumatra, en Thaïlande et au Viêt Nam.

## Publication originale
- Natuurkundig Tijdschrift voor Nederlandsch-Indië 32: 388. 1873.